# Harry Mulisch
Pour les articles homonymes, voir Mulisch.
Harry Mulisch est un écrivain néerlandais né le 29 juillet 1927 à Haarlem et mort le 30 octobre 2010 à Amsterdam. 
Il est considéré comme l'un des plus grands romanciers néerlandais contemporains. Il est lauréat des plus hautes distinctions littéraires néerlandaises. 
La Seconde Guerre mondiale a été un facteur décisif dans la vie de Harry Mulisch et forme un thème prépondérant dans son œuvre d'écrivain, notamment parce que sa mère était juive alors que son père avait lui-même collaboré avec l'Allemagne nationale-socialiste. Il dit lui-même « être la Seconde Guerre mondiale » pour décrire à quel point cette guerre a marqué sa vie et son identité. En 1963, il écrit un essai sur le cas Eichmann : L'Affaire 40/61. Les grands romans axés sur la Seconde Guerre mondiale sont L'Attentat, Noces de pierre, et Siegfried. 
En plus, Mulisch insère souvent des légendes anciennes ou des mythes dans ses écrits, telles que la mythologie grecque dans Les Éléments, la mythologie juive dans La Découverte du ciel et La Procédure, et des légendes très connues sur des villes. 
Il utilise aussi des thèmes politiques. Mulisch était plutôt de gauche et a défendu la révolution cubaine et le mouvement Provo. 

## Renommée

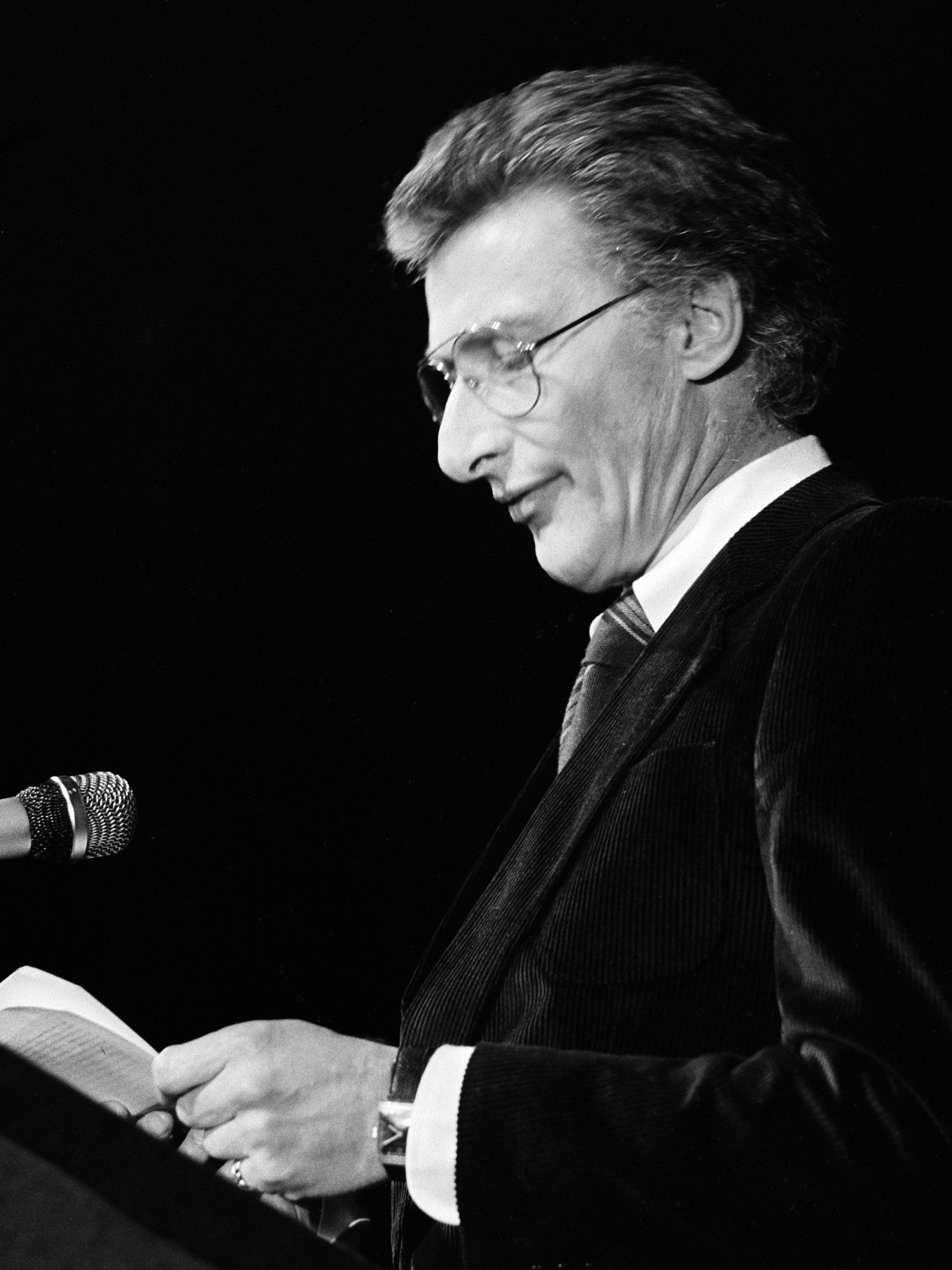
Harry Mulisch en 1977

Harry Mulisch a un large public de lecteurs et, selon ses commentateurs, aime étaler ses connaissances. Il a gagné une réputation internationale après l'adaptation en 1986 de son livre L'Attentat. Le film a été couronné par un Golden Globe Award et un Oscar du meilleur film étranger ; le livre a ensuite été traduit en plus de vingt langues. Son roman La Découverte du ciel (1992) a été adapté en 2001 par le réalisateur Jeroen Krabbé avec l'acteur Stephen Fry dans le rôle principal. 
Mulisch a reçu un grand nombre de prix et récompenses pour des livres individuels ainsi que pour l'ensemble de ses œuvres, dont les plus prestigieux : le Prix Constantijn Huygens et le Prix P.C. Hooft, tous deux en 1977, et le Prix des lettres néerlandaises en 1995.
Il a également reçu le Prix Jean-Monnet de littérature européenne du département de la Charente en 1999.
En 2007, le roman La Découverte du ciel a été élu Meilleur roman néerlandais de tous les temps.

## Œuvres
Pour une bibliographie complète de Harry Mulisch, voir la liste dans Oeuvre van Harry Mulisch (nl).

### Traductions françaises
- Noces de pierre (Het stenen bruidsbed, 1959), roman traduit par Maddy Buysse et Philippe Noble. Calmann-Lévy, 1985
- L’Affaire 40-61 (De zaak 40-61, 1961). Sur le procès Eichmann. Traduit par Mireille Cohendy.  Gallimard, 2003
- L’Avenir d’hier (De toekomst van gisteren, 1972)
- Deux femmes (Twee vrouwen, 1975), traduit par Philippe Noble. Actes Sud, 1987.
- L’Attentat (De aanslag, 1982), traduit par Philippe Noble. Calmann-Lévy, 1984,  (ISBN 2-7021-1298-6)
- Le Pupille (De pupil, 1987), nouvelles traduites par Isabelle Rosselin-Bobulesco. Actes Sud, 1989.
- Les Éléments (De elementen, 1988), nouvelles traduites par Isabelle Rosselin-Bobulesco. Actes Sud, 1992.
- La Découverte du ciel (De ontdekking van de hemel, 1992), roman traduit par Isabelle Rosselin, avec la collaboration de Philippe Noble. Gallimard, 1999.
- La Procédure (De procedure, 1998), roman traduit par Isabelle Rosselin. Gallimard, 2001.
- Siegfried. Une idylle noire (Siegfried. Een zwarte idylle, 2000), roman traduit par Anita Concas. Gallimard, 2003.

## Distinctions
- Commandeur de l'ordre du Lion néerlandais